# 摄政运河
摄政运河（英語：Regent's Canal）是英格兰伦敦市中心北部的一条运河，长8.6英里（13.8）。它由约翰·纳什始建于1812年，具体设计由詹姆斯·摩根执行，本是一条航运运河，但随着航运的衰落，现在基本不再使用，但沿河的小路被开发为国家自行车网的一号路线，成为比较繁忙的自行车通勤路线，英国国家电网也在沿河小路下铺设。